# New Haven Open at Yale 2013 - Qualificazioni singolare
Le qualificazioni del singolare  del New Haven Open at Yale 2013 sono state un torneo di tennis preliminare per accedere alla fase finale della manifestazione. I vincitori dell'ultimo turno sono entrati di diritto nel tabellone principale. In caso di ritiro di uno o più giocatori aventi diritto a questi sono subentrati i lucky loser, ossia i giocatori che hanno perso nell'ultimo turno ma che avevano una classifica più alta rispetto agli altri partecipanti che avevano comunque perso nel turno finale.

## Teste di serie
1. Hsieh Su-wei (Spostata nel tabellone principale)
2. Monica Niculescu (ritirata, primo turno)
3. Elina Svitolina (ultimo turno, Lucky Loser)
4. Annika Beck (ultimo turno, Lucky Loser)
5. Stefanie Vögele (Qualificata)
6. Mónica Puig (Qualificata)

1. Ayumi Morita (Qualificata)
2. Lourdes Domínguez Lino (primo turno)
3. Yanina Wickmayer (ultimo turno)
4. Karin Knapp (Qualificata)
5. Cvetana Pironkova (secondo turno)
6. Johanna Larsson (primo turno)
7. Sílvia Soler Espinosa (primo turno)

### Qualificate
1. Alison Riske
2. Ayumi Morita
3. Anna Karolína Schmiedlová

1. Karin Knapp
2. Stefanie Vögele
3. Mónica Puig

### Lucky Loser
1. Elina Svitolina

1. Annika Beck

## Tabellone

### Legenda
| - Q = Qualificato - WC = Wild card - LL = Lucky loser | - ALT = Alternate - SE = Special Exempt - PR = Protected Ranking | - w/o = Walkover - r = Ritirato - d = Squalificato |

### Sezione 1
|  | Primo turno      | Primo turno           | Primo turno | Primo turno | Primo turno |  |  | Secondo turno      | Secondo turno      | Secondo turno | Secondo turno    | Secondo turno    |   |   | Ultimo turno | Ultimo turno | Ultimo turno | Ultimo turno | Ultimo turno |  |
|  |                  |                       |             |             |             |  |  |                    |                    |               |                  |                  |   |   |              |              |              |              |              |  |
|  | 13               | Sílvia Soler Espinosa | 6           | 6           | 2           |  |  |                    |                    |               |                  |                  |   |   |              |              |              |              |              |  |
|  |                  | Irina-Camelia Begu    | 7           | 1           | 6           |  |  | Irina-Camelia Begu | Irina-Camelia Begu | 6             | 62               | 3                |   |   |              |              |              |              |              |  |
|  | Eléni Daniilídou | Eléni Daniilídou      | 6           | 6           | 3           |  |  | Alison Riske       | Alison Riske       | 2             | 7                | 6                |   |   |              |              |              |              |              |  |
|  | Alison Riske     | Alison Riske          | 4           | 7           | 6           |  |  |                    |                    |               |                  |                  |   |   |              | Alison Riske | Alison Riske | 6            | 6            |  |
|  | Virginie Razzano | Virginie Razzano      | 6           | 4           | r           |  |  |                    |                    | 9             | Yanina Wickmayer | Yanina Wickmayer | 4 | 2 |              |              |              |              |              |  |
|  | Olga Puchkova    | Olga Puchkova         | 3           | 6           |             |  |  |                    | Olga Puchkova      | 6             | 1                | 3                |   |   |              |              |              |              |              |  |
|  |                  | Teliana Pereira       | 7           | 1           | 4           |  |  | 9                  | Yanina Wickmayer   | 3             | 6                | 6                |   |   |              |              |              |              |              |  |
|  | 9                | Yanina Wickmayer      | 63          | 6           | 6           |  |  |                    |                    |               |                  |                  |   |   |              |              |              |              |              |  |

### Sezione 2
|  | Primo turno             | Primo turno             | Primo turno             | Primo turno | Primo turno |  |  | Secondo turno        | Secondo turno           | Secondo turno           | Secondo turno | Secondo turno |   |   | Ultimo turno | Ultimo turno         | Ultimo turno         | Ultimo turno | Ultimo turno |  |
|  |                         |                         |                         |             |             |  |  |                      |                         |                         |               |               |   |   |              |                      |                      |              |              |  |
|  | 2                       | Monica Niculescu        | 4                       | 3           | r           |  |  |                      |                         |                         |               |               |   |   |              |                      |                      |              |              |  |
|  |                         | Mariana Duque Mariño    | 6                       | 2           |             |  |  | Mariana Duque Mariño | Mariana Duque Mariño    | Mariana Duque Mariño    | 7             | 7             |   |   |              |                      |                      |              |              |  |
|  |                         | Andrea Hlaváčková       | Andrea Hlaváčková       | 6           | 6           |  |  | Andrea Hlaváčková    | Andrea Hlaváčková       | Andrea Hlaváčková       | 5             | 5             |   |   |              |                      |                      |              |              |  |
|  | WC                      | Chieh-Yu Hsu            | Chieh-Yu Hsu            | 2           | 0           |  |  |                      |                         |                         |               |               |   |   |              | Mariana Duque Mariño | Mariana Duque Mariño | 2            | 1            |  |
|  | Anabel Medina Garrigues | Anabel Medina Garrigues | Anabel Medina Garrigues | 6           | 6           |  |  |                      |                         | 7                       | Ayumi Morita  | Ayumi Morita  | 6 | 6 |              |                      |                      |              |              |  |
|  | María Teresa Torró Flor | María Teresa Torró Flor | María Teresa Torró Flor | 2           | 4           |  |  |                      | Anabel Medina Garrigues | Anabel Medina Garrigues | 3             | 2             |   |   |              |                      |                      |              |              |  |
|  | WC                      | Petra Cetkovská         | 3                       | 7           | 5           |  |  | 7                    | Ayumi Morita            | Ayumi Morita            | 6             | 6             |   |   |              |                      |                      |              |              |  |
|  | 7                       | Ayumi Morita            | 6                       | 5           | 7           |  |  |                      |                         |                         |               |               |   |   |              |                      |                      |              |              |  |

### Sezione 3
|  | Primo turno               | Primo turno               | Primo turno | Primo turno | Primo turno |  |  | Secondo turno             | Secondo turno             | Secondo turno             | Secondo turno             | Secondo turno             |   |   | Ultimo turno | Ultimo turno    | Ultimo turno    | Ultimo turno | Ultimo turno |  |
|  |                           |                           |             |             |             |  |  |                           |                           |                           |                           |                           |   |   |              |                 |                 |              |              |  |
|  | 3                         | Elina Svitolina           | 2           | 6           | 6           |  |  |                           |                           |                           |                           |                           |   |   |              |                 |                 |              |              |  |
|  |                           | Lara Arruabarrena Vecino  | 6           | 2           | 3           |  |  | 3                         | Elina Svitolina           | Elina Svitolina           | 6                         | 6                         |   |   |              |                 |                 |              |              |  |
|  |                           | Jana Čepelová             | 7           | 3           | 6           |  |  |                           | Jana Čepelová             | Jana Čepelová             | 3                         | 3                         |   |   |              |                 |                 |              |              |  |
|  | WC                        | Lena Litvak               | 5           | 6           | 3           |  |  |                           |                           |                           |                           |                           |   |   | 3            | Elina Svitolina | Elina Svitolina | 64           | 2            |  |
|  | Heather Watson            | Heather Watson            | 3           | 1           | r           |  |  |                           |                           |                           | Anna Karolína Schmiedlová | Anna Karolína Schmiedlová | 7 | 6 |              |                 |                 |              |              |  |
|  | Anna Karolína Schmiedlová | Anna Karolína Schmiedlová | 6           | 2           |             |  |  | Anna Karolína Schmiedlová | Anna Karolína Schmiedlová | Anna Karolína Schmiedlová | 6                         | 6                         |   |   |              |                 |                 |              |              |  |
|  |                           | Shuai Zhang               | 2           | 6           | 6           |  |  | Shuai Zhang               | Shuai Zhang               | Shuai Zhang               | 4                         | 3                         |   |   |              |                 |                 |              |              |  |
|  | 12                        | Johanna Larsson           | 6           | 3           | 4           |  |  |                           |                           |                           |                           |                           |   |   |              |                 |                 |              |              |  |

### Sezione 4
|  | Primo turno     | Primo turno          | Primo turno          | Primo turno | Primo turno |  |  | Secondo turno | Secondo turno     | Secondo turno | Secondo turno | Secondo turno |   |   | Ultimo turno | Ultimo turno | Ultimo turno | Ultimo turno | Ultimo turno |  |
|  |                 |                      |                      |             |             |  |  |               |                   |               |               |               |   |   |              |              |              |              |              |  |
|  | 4               | Annika Beck          | Annika Beck          | 7           | 6           |  |  |               |                   |               |               |               |   |   |              |              |              |              |              |  |
|  |                 | Lucie Hradecká       | Lucie Hradecká       | 5           | 3           |  |  | 4             | Annika Beck       | 3             | 6             |               |   |   |              |              |              |              |              |  |
|  | Flavia Pennetta | Flavia Pennetta      | 3                    | 6           | 6           |  |  |               | Flavia Pennetta   | 6             | 2             | r             |   |   |              |              |              |              |              |  |
|  | Vesna Dolonc    | Vesna Dolonc         | 6                    | 4           | 1           |  |  |               |                   |               |               |               |   |   | 4            | Annika Beck  | 64           | 6            | 2            |  |
|  |                 | Polona Hercog        | 1                    | 1           | r           |  |  |               |                   | 10            | Karin Knapp   | 7             | 4 | 6 |              |              |              |              |              |  |
|  | WC              | Alexandra Mueller    | 6                    | 3           |             |  |  | WC            | Alexandra Mueller | 6             | 6(0)          | 2             |   |   |              |              |              |              |              |  |
|  |                 | Anastasija Rodionova | Anastasija Rodionova | 2           | 3           |  |  | 10            | Karin Knapp       | 3             | 7             | 6             |   |   |              |              |              |              |              |  |
|  | 10              | Karin Knapp          | Karin Knapp          | 6           | 6           |  |  |               |                   |               |               |               |   |   |              |              |              |              |              |  |

### Sezione 5
|  | Primo turno       | Primo turno            | Primo turno       | Primo turno | Primo turno |  |  | Secondo turno     | Secondo turno     | Secondo turno     | Secondo turno     | Secondo turno |   |    | Ultimo turno | Ultimo turno    | Ultimo turno | Ultimo turno | Ultimo turno |  |
|  |                   |                        |                   |             |             |  |  |                   |                   |                   |                   |               |   |    |              |                 |              |              |              |  |
|  | 5                 | Stefanie Vögele        | 2                 | 6           | 6           |  |  |                   |                   |                   |                   |               |   |    |              |                 |              |              |              |  |
|  | WC                | Katerina Stewart       | 6                 | 2           | 2           |  |  | 5                 | Stefanie Vögele   | Stefanie Vögele   | 6                 | 6             |   |    |              |                 |              |              |              |  |
|  | Paula Ormaechea   | Paula Ormaechea        | Paula Ormaechea   | 2           | 1           |  |  |                   | Alexandra Cadanțu | Alexandra Cadanțu | 2                 | 0             |   |    |              |                 |              |              |              |  |
|  | Alexandra Cadanțu | Alexandra Cadanțu      | Alexandra Cadanțu | 6           | 6           |  |  |                   |                   |                   |                   |               |   |    | 5            | Stefanie Vögele | 6            | 3            | 2            |  |
|  | Olga Govortsova   | Olga Govortsova        | 6                 | 3           | 4           |  |  |                   |                   |                   | Jaroslava Švedova | 3             | 6 | 1r |              |                 |              |              |              |  |
|  | Duan Yingying     | Duan Yingying          | 4                 | 6           | 6           |  |  | Duan Yingying     | Duan Yingying     | Duan Yingying     | 6                 | 4             |   |    |              |                 |              |              |              |  |
|  |                   | Jaroslava Švedova      | 4                 | 7           | 6           |  |  | Jaroslava Švedova | Jaroslava Švedova | Jaroslava Švedova | 7                 | 6             |   |    |              |                 |              |              |              |  |
|  | 8                 | Lourdes Domínguez Lino | 6                 | 5           | 1           |  |  |                   |                   |                   |                   |               |   |    |              |                 |              |              |              |  |

### Sezione 6
|  | Primo turno       | Primo turno           | Primo turno           | Primo turno | Primo turno |  |  | Secondo turno | Secondo turno     | Secondo turno | Secondo turno   | Secondo turno   |   |   | Ultimo turno | Ultimo turno | Ultimo turno | Ultimo turno | Ultimo turno |  |
|  |                   |                       |                       |             |             |  |  |               |                   |               |                 |                 |   |   |              |              |              |              |              |  |
|  | 6                 | Mónica Puig           | Mónica Puig           | 6           | 6           |  |  |               |                   |               |                 |                 |   |   |              |              |              |              |              |  |
|  | WC                | Nadia Echeverria Alam | Nadia Echeverria Alam | 2           | 2           |  |  | 6             | Mónica Puig       | 6             | 5               |                 |   |   |              |              |              |              |              |  |
|  | Karolína Plíšková | Karolína Plíšková     | 7                     | 6           | 2           |  |  |               | Sofia Arvidsson   | 2             | 2               | r               |   |   |              |              |              |              |              |  |
|  | Sofia Arvidsson   | Sofia Arvidsson       | 5                     | 7           | 6           |  |  |               |                   |               |                 |                 |   |   | 6            | Mónica Puig  | Mónica Puig  | 6            | 6            |  |
|  | Elena Baltacha    | Elena Baltacha        | Elena Baltacha        | 5           | 67          |  |  |               |                   |               | Caroline Garcia | Caroline Garcia | 2 | 4 |              |              |              |              |              |  |
|  | Caroline Garcia   | Caroline Garcia       | Caroline Garcia       | 7           | 7           |  |  |               | Caroline Garcia   | 65            | 7               | 6               |   |   |              |              |              |              |              |  |
|  |                   | Marina Eraković       | Marina Eraković       | 5           | 3           |  |  | 11            | Cvetana Pironkova | 7             | 62              | 3               |   |   |              |              |              |              |              |  |
|  | 11                | Cvetana Pironkova     | Cvetana Pironkova     | 7           | 6           |  |  |               |                   |               |                 |                 |   |   |              |              |              |              |              |  |